# La congiura de' Pazzi
La congiura de' Pazzi è una tragedia di Vittorio Alfieri, scritta tra il 1777 ed il 1783, che fa parte delle cosiddette "tre tragedie della libertà", dove l'argomento politico è dominante (La congiura de' Pazzi, Virginia e Timoleone).
L'Alfieri trasse lo spunto dalle Istorie fiorentine di Niccolò Machiavelli, in particolare dalla congiura che nel 1478 coinvolse i membri della nobile famiglia dei Pazzi per rovesciare il dominio dei Medici su Firenze.
Nell'apertura, datata 20 dicembre 1787 e siglata a Parigi, l'Alfieri dedica il suo lavoro all'amico mercante senese Francesco Gori Gandellini.

## Cornice storica

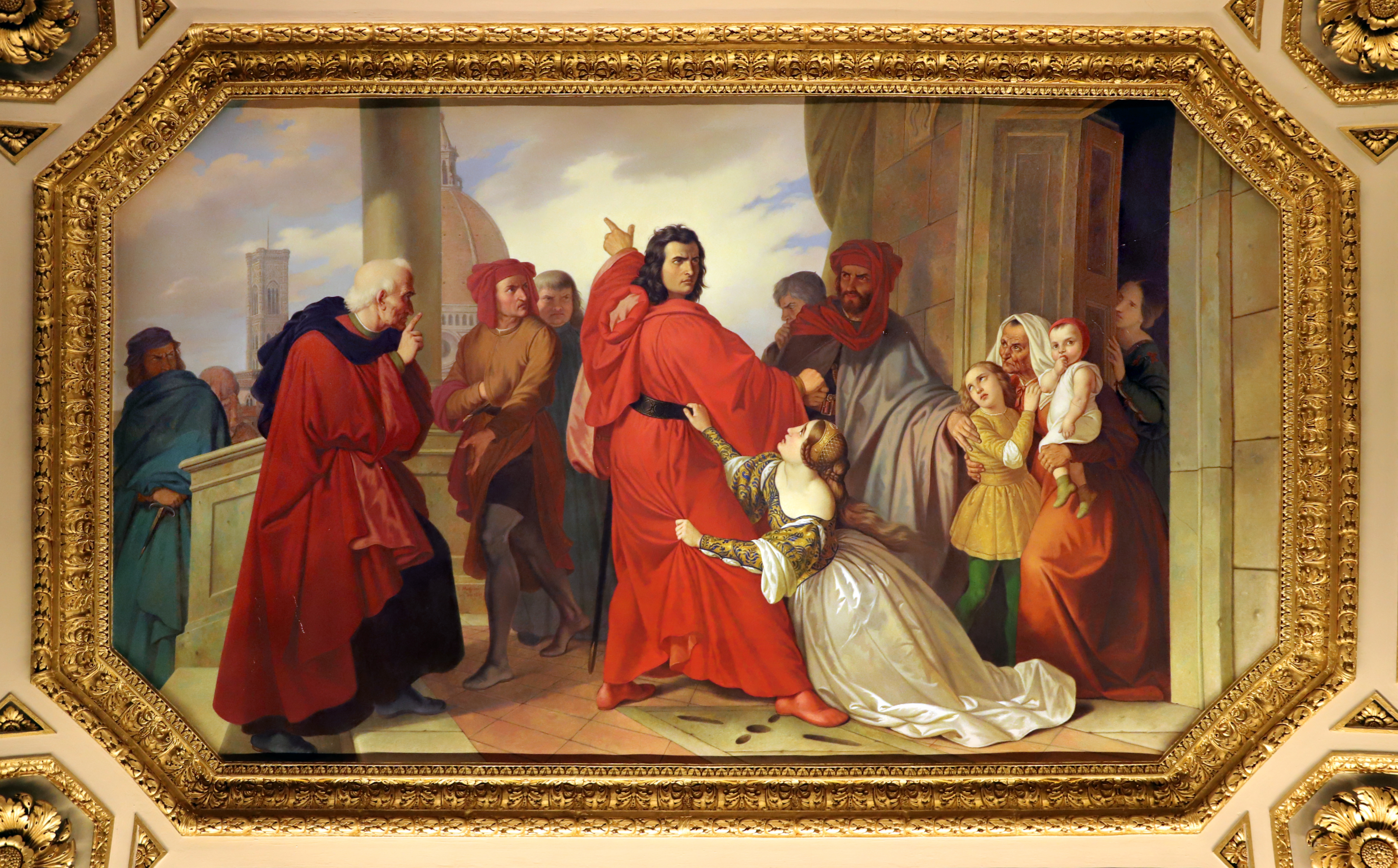
Cesare Mussini, Decisione della congiura dei Pazzi

Raimondo dei Pazzi (ispirato a Guglielmo de' Pazzi), sposato con Bianca de' Medici, vede la città di Firenze sottomessa e schiava del dominio della famiglia dei Medici e tenta un'azione contro di essi. La congiura fallisce e Raimondo, ferito, dopo aver ucciso Giuliano de' Medici muore tra le braccia della moglie.
La celebre famiglia dei Medici ebbe nelle mani per molti anni le sorti di Firenze. Il celebre Lorenzo il Magnifico, nato nel 1449, succedette al padre Piero nel 1469. Suo fratello Giuliano, di cinque anni più giovane, in seguito si associò a lui, e all'epoca in cui è ambientata la tragedia essi governavano insieme, con soddisfazione della maggior parte dei fiorentini. Alcuni però, non condividevano le scelte dei Medici. Tra questi vi era la famiglia dei Pazzi, a cui apparteneva Guglielmo, che aveva sposato la sorella di Lorenzo e Giuliano; il capofamiglia era Jacopo de' Pazzi, che col nipote Francesco mise in atto la congiura a cui è ispirata la tragedia, appoggiata esternamente da papa Sisto IV e dal duca Federico di Montefeltro. Da notare che Alfieri chiama Guglielmo "Raimondo", mentre attribuisce a Jacopo, zio del vero Guglielmo, il nome Guglielmo e ne fa il padre di Raimondo; Francesco non compare nella tragedia, così come non compaiono altri congiurati tra cui i sicari che aggrediscono Lorenzo (Stefano da Bagnone e il vicario apostolico Antonio Maffei da Volterra), Bernardo Bandini (che uccise Giuliano assieme a Francesco), e il sicario mancato Giovanni Battista da Montesecco. L'altro personaggio della tragedia è Salviati, arcivescovo di Pisa, che, a dispetto delle sacre funzioni che gli spettavano, secondo la storia fu uno dei principali attori della congiura. Il vero Guglielmo de' Pazzi, marito di Bianca de' Medici e cognato di Giuliano e Lorenzo, con tutta probabilità estraneo alla congiura, non morì nel 1478 ma fu solamente esiliato per 15 anni.

## Trama

### Atto I
Raimondo si lamenta col padre Guglielmo della tirannia dei Medici, e rimpiange di essersi unito a loro col matrimonio con Bianca. Guglielmo gli raccomanda prudenza e pazienza, ma gli fa capire che più tardi, se sarà necessario, saprà essere suo alleato per porre rimedio alla situazione. Quando poco dopo Bianca incontra il marito, i modi di quest'ultimo le fanno presagire qualche imminente disastro, ed ella tenta di riconciliare Raimondo con i propri fratelli, ma dichiara che in caso di conflitto resterà fedele al marito piuttosto che a loro.

### Atto II
Lorenzo e Giuliano discorrono tra loro. Il primo intravede la necessità di qualche severa misura per estirpare il malcontento. Giuliano, di natura più mite, propone interventi più blandi. I due però sono d'accordo nel vedere in Raimondo il nemico più pericoloso, e decidono di conferire con lui e Guglielmo. Nel colloquio che segue Lorenzo e Giuliano minacciano di togliere a Raimondo la carica di Gonfaloniere, e Guglielmo li prega di non farlo; Raimondo si rivolge a loro altezzosamente accusandoli di tirannia, poi parte. Lorenzo consiglia a Guglielmo di indurre il figlio a più miti consigli, altrimenti per lui sarà la rovina. Bianca cerca senza riuscirvi di riappacificare i fratelli e il marito.

### Atto III
Compare Salviati, annunciando a Raimondo che le truppe assoldate dal re Ferdinando, e benedette dal papa Sisto IV, si stanno avvicinando; sono in attesa di ordini e saranno di aiuto per rovesciare i Medici. Raimondo gli dice che il proprio anziano padre non è ancora stato informato della congiura, a causa del suo carattere indeciso. Giunge lo stesso Guglielmo che, vinto dai ragionamenti di Raimondo e Salviati, decide infine di unirsi all'impresa. Guglielmo raccomanda a Bianca, intimorita dal suo mutato atteggiamento, di pensare a conservare il silenzio.

### Atto IV
I Medici sono stati avvertiti della presenza di Salviati a Firenze, e Giuliano fa convocare Guglielmo, nella speranza di poter avere da lui delucidazioni su quello che sta accadendo. Guglielmo promette che cercherà di convincere il figlio a ritirarsi volontariamente in esilio. Giunge Lorenzo, e chiede al fratello di accompagnarlo incontro agli invasori.
Raimondo e Salviati descrivono a Guglielmo i dettagli del complotto, e come si sia organizzata l'uccisione, sia di Lorenzo che di Giuliano, nella chiesa dove essi si recheranno per chiedere la benedizione per il loro esercito. Raimondo annuncia la sua intenzione di sferrare il primo colpo contro Giuliano, che indosserà, a causa della sua indole timorosa, una cotta di maglia. Salviati esulta al pensiero di uccidere Lorenzo con un pugnale benedetto espressamente per questo scopo dal papa.

### Atto V
Si svolge tra Bianca e Raimondo un commovente incontro. Bianca ha trascorso una notte insonne, ed è certa che qualche catastrofe si sta approssimando. Egli non le svela nulla, poi parte per compiere la sua parte nella congiura, lasciandola con Guglielmo, che invece la mette a parte del complotto, e dei pericoli che sovrastano lui stesso, Bianca e il marito, Lorenzo e Giuliano.
In questo momento si ode un suono di campana: è il segnale convenuto che impone a Guglielmo di unirsi ai cospiratori. Guglielmo parte, e rientra Raimondo, gravemente ferito. Egli racconta a Bianca che ha ucciso Giuliano, ma nella sua cieca furia ha inferto a se stesso un forte colpo.
Quindi appare Lorenzo accompagnato da alcuni soldati, che conducono Guglielmo incatenato. Lorenzo comunica che Salviati e tutti gli altri congiurati sono stati uccisi e il complotto è stato sventato. A Guglielmo è concesso di vivere solo finché avrà visto la morte del proprio figlio. Raimondo si trafigge con un pugnale che portava nascosto, poi lo getta al padre, invitandolo a imitare il suo gesto. Ma Lorenzo glielo strappa di mano, e ordina che Guglielmo venga condotto a infame supplizio. Bianca si aggrappa al collo di Raimondo, pur colpevole di averle tolto il fratello.
Bianca: Ed io vivrò?...
Guglielmo: Terribil vista! — Or tosto,
fammi svenar: che più m’indugi?
Lorenzo: Al tuo
supplizio infame or or n’andrai. — Ma intanto,
si stacchi a forza la dolente donna
dal collo indegno. Alleviar suo duolo,
può solo il tempo. — E avverar sol può il tempo
me non tiranno, e traditor costoro.»

## Edizioni
- Vittorio Alfieri, Tragedie, Sansoni 1985